# Ulema
Az ulema vagy uléma arab eredetű kifejezés (eredetileg علماء, tudományosan ʿulamā’, magyaros átiratban ulamá), amely az iszlám vallástudósainak (عالم – ʿālim – álim), azaz a vallástudomány (علم – ʿilm – ilm) művelőinek kollektív megnevezése, szó szerinti jelentése „vallástudósok”. Az ulema alapvető funkciója a saría – az iszlámon alapuló jog – ismeretében, annak alapján történő ítélkezés illetve a vallástudományok művelése és tanítása. Hiba lenne klérusnak nevezni, mivel nem képez elkülönült egyházi rendet.
Az ulema magába foglalja a klasszikus muszlim dialektikus teológia (kalám) művelőit (mutakallimok) és a misztika, a szúfizmus tudós követőit, a Korán-magyarázatok (tafszírok) szerzőit (mufasszirok), a jogtudománnyal (fikh) foglalkozó tudósokat (fakíh, tbsz. fukahá), a jogforrásként szolgáló hagyományok (hadíszok, tbsz. ahádísz) gyűjtőit (muhaddiszok), illetve a saría alapján bármilyen ügyben ítélkező kádikat és a fatva, azaz formális jogi vélemény kiadására jogosult muftikat. Tágabb értelmezésben a nem túlzottan képzett, helyi szintű vallási vezetők, azaz mollák, imavezetők (imámok) és pénteki szónokok, azaz hatíbok is ide érhetőek, de általában a magas képzettségű réteget szokás az ulemával azonosítani.
Az ulamá kezdettől, de főleg a vallástudományok 9-10. századi stabilizálódását követően a muszlim társadalom legbefolyásosabb alakjaivá váltak, akiket a központi hatalom többnyire hiába próbált meg befolyása alá vonni, és befolyását is megőrizte a 20. századig.